# Marc Freiberger
Marcus Ross "Marc" Freiberger, född 27 november 1928 i Amarillo, död 29 juni 2005 i Winston-Salem, var en amerikansk basketspelare.
Freiberger blev olympisk mästare i basket vid sommarspelen 1952 i Helsingfors.